# Шипітко Ігор Анатолійович
Ігор Анатолійович Шипітко (2001 — 10 червня 2023, біля с. Новоданилівка, Запорізька область) — український військовослужбовець, солдат Збройних сил України, учасник російсько-української війни.

## Життєпис
Ігор Шипітко народився 2001 року.
Навчався в Зозулинецькій загальноосвітній школі. Студент 4-го курсу катедри практичної психології Чернівецького національного університету імені Юрія Федьковича.
Служив оператором 3-го відділення взводу протитанкових керованих ракет. Загинув 10 червня 2023 року біля с. Новоданилівка Пологівського району Запорізької области.
Похований 19 червня 2023 року в с. Зозулинці Чортківського району.

## Нагороди
- медаль «Захиснику Вітчизни» (28 вересня 2023, посмертно) — за особисту мужність, виявлену у захисті державного суверенітету та територіальної цілісності України, самовіддане виконання військового обов'язку[3].

## Вшанування пам'яті
12 жовтня 2023 року на фасаді Зозулинецької загальноосвітньої школи відкрито меморіальну дошку Ігорю Шипітку.